# Riek de Raat

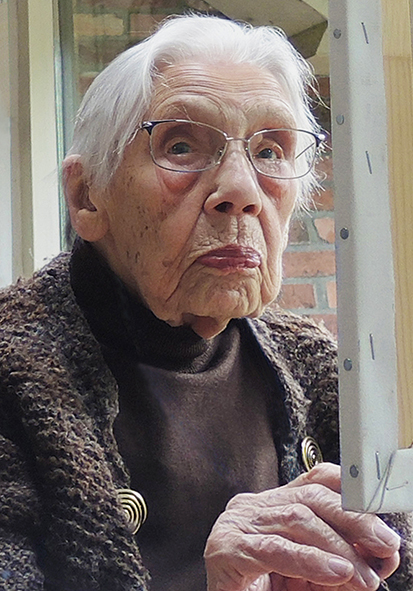
Riek de Raat, 2016

Hendrika Geertruida „Riek“ de Raat (* 6. Dezember 1918 in Amsterdam; † 5. August 2018 in Eext) war eine niederländische Malerin.

## Leben
Riek de Raat stammte aus einer christlichen Arbeiterfamilie und wuchs als ältestes von fünf Kindern im Amsterdamer Stadtteil Jordaan auf. Ihr Vater war Zigarrenmacher, verlor in den 1920er Jahren seine Arbeit und half als Bauarbeiter beim Bau mehrerer Amsterdamer Brücken, war jedoch oft arbeitslos. Riek de Raat musste schon mit 14 Jahren zum Familienunterhalt beitragen. Schon früh wollte sie zeichnen lernen und trat mit zwölf Jahren der sozialistischen Jugendbewegung Arbeiders Jeugd Centrale (AJC) bei, die ihr diese Möglichkeit bot. Vier Jahre später wechselte sie zur Vereniging voor Cultuur, Ontwikkeling en Ontspanning (VCOO) der Communistische Partij van Nederland (CPN). Ab 1936 nahm sie an einem Abend pro Woche am Instituut voor Kunstnijverheidsonderwijs (heutiger Name: Gerrit Rietveld Academie) in der Gabriël-Metsu-Straße Zeichenunterricht und trug ansonsten als Zuverdienerin zum Unterhalt der Familie bei. 1937 arbeitete sie im Haushalt des Künstlers Johan van Hell und begleitete als Haushaltshilfe die Familie bei einer Schweizreise nach Gwatt. Dort fertigte sie in ihrer Freizeit einige topografische Zeichnungen an.
Von 1938 bis zum Beginn des Zweiten Weltkriegs nahm Riek de Raat in Amsterdam in der Eerste Jacob van Campenstraat Unterricht an der stark antifaschistisch eingestellten und vom Bauhaus in Deutschland inspirierten Nieuwe Kunstschool. Sie lernte dort Modellzeichnen bei dem Bildhauer und Arzt Jan Havermans und später Portraitzeichnen bei Han van Dam. In den 1930er Jahren engagierte sie sich politisch für die Internationale Rote Hilfe, wo sie 1938 Anton Winterink, einen niederländischen Kommunisten und Vorstandsmitglied der CPN, kennenlernte. Sie war aktives Mitglied der CPN und gemeinsam mit ihm im kommunistischen Widerstand aktiv. Sie druckte und verteilte De Waarheid und verteilte Gutscheine für Untergetauchte. 1940 wurden die beiden ein Paar. Nach dem Februarstreik 1941 gegen die deutsche Besatzung im Zweiten Weltkrieg, an dem sich auch Riek de Raats Bruder Jan beteiligte, zogen Riek de Raat und Winterink zusammen in ihr Haus in der Oude Looierstraat 8. Im Sommer 1942 wurde Winterink als Mitglied der Roten Kapelle in einem Amsterdamer Café durch die Gestapo verhaftet. Bei der folgenden Razzia in ihrem Haus entging Riek de Raat einer Gefangennahme nur, weil sie sich noch bei Freunden in Alblasserdam aufgehalten hatte, und erst einige Stunden später heimkehrte. Sie tauchte sofort unter und versteckte sich an wechselnden Adressen im Amsterdamer Stadtteil De Pijp, unter anderem von Anfang 1943 bis Ende 1944 bei der Familie Valk in der Diamantstraat und zuletzt bei Frau Snuif in der Herengracht 59. Während dieser Zeit zeichnete sie weiterhin, auch die Menschen in ihrer Umgebung. Anton Winterink wurde am 5. Juli 1944 im belgischen Lager Fort Breendonk ermordet.

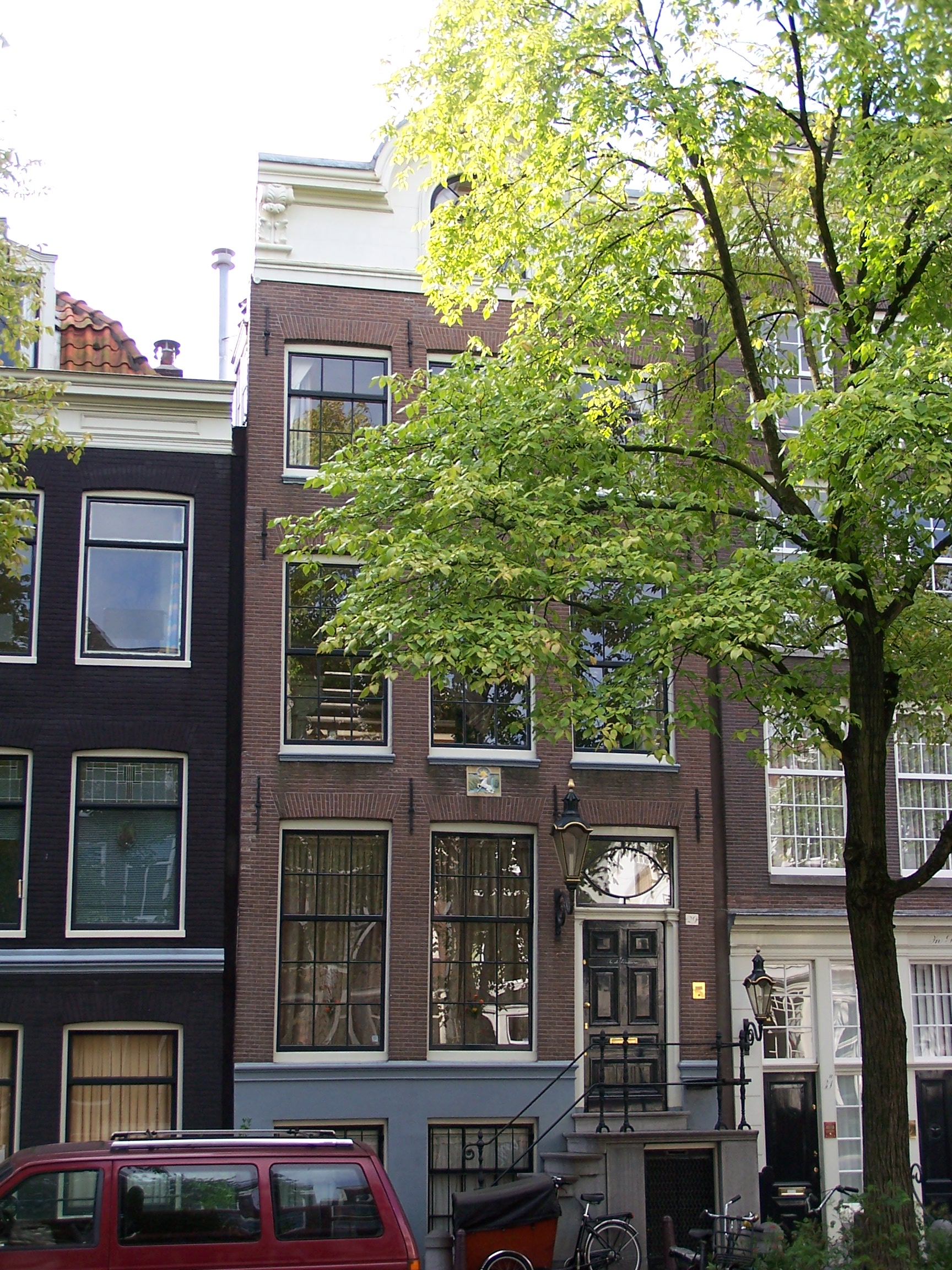
Bloemgracht 29, Amsterdam

Direkt nach dem Krieg lernte Riek de Raat am CPN den aus einer orthodoxen jüdischen Familie stammenden späteren Soziologen Herman Milikowski (1909–1989) kennen, der ab 1943 in verschiedenen Konzentrationslager gewesen war. Von 1946 bis 1953 lebten die beiden zusammen in der Bloemgracht 29, wo 1947 Sohn Efraïm geboren wurde. 1945 war Riek de Raat mit der befreundeten Künstlerin Mien Nanninga beim malen Plein-air in Abcoude und organisierte in den Jahren 1946 bis 1949 Zeichensitzungen in der Bloemgracht. Dort übten sie selbst, Jettie Treumann-Olivier, die Ehefrau des Direktors der Stadsschouwburg Brigit Post-Kray, Fiep Cardozo, Benno Premsela, Flip Schrameier und Anneke van der Feer das Figurenzeichnen, gelegentlich mit Anleitung von Jan Havermans. Von 1947 bis 1948 nahm Riek de Raat in der Abendklasse der Rijksakademie van beeldende kunsten Unterricht in Kostümzeichnen und Porträtzeichnen bei Jaap Luttge. 1950 entwarf sie selbstklebende Briefmarken für die Kindermission der Nederlandse Vrouwenbeweging (NVB) und fertigte auch einige Illustrationen für das NVB-Magazin an.
1953 zog Riek De Raat mit ihrer Familie nach Leiden, wo ihr Mann als Soziologe eine Anstellung gefunden hatte. Sie wurde Mitglied der Leids Schilder- en Tekengenootschap Ars Aemula Naturae, nahm von 1954 bis 1955 Unterricht an der Vrije Academie in Den Haag und absolvierte 1956 ein Praktikum an der Koninklijke Academie van Beeldende Kunsten bei Paul Citroen und Han van Dam. In dieser Zeit fertigte sie Porträts von Arbeitern und Kindern aus den Vierteln an, in denen ihr Mann forschte. 1972 folgte, bedingt durch den Beruf ihres Mannes, ein Umzug nach Zaandam. In dieser Zeit malte Riek De Raat viel und fertigte Porträtzeichnungen während ihres Urlaubs auf dem Campingplatz La Haute Garduère in Callas bei Nizza. 1989 starb Herman Milikowski und 1995 kehrte Riek De Raat nach Amsterdam zurück und bezog eine Wohnung in der Vondelstraat. Sie schloss sich der Künstlervereinigung De Kunstgezellen an und malte weiterhin. 2011 zog sie in das Rosa Spier Huis in Laren, wo sie bis zu ihrem Tod 2018 lebte und arbeitete.

## Werk
Riek de Raat malte immer gegenständlich. Zu ihren Motiven gehörten alltägliche Dinge, wie ein Stück Brot, eine Blume, und Porträts von Familienmitgliedern, Bekannten und auch Fremden aus der Nachbarschaft. Die Landschaften, Porträts und Stillleben sind technisch gut gemalt und alle Details und Farben haben immer einen starken symbolischen und autobiografischen Charakter, die ihr soziales und gemeinschaftliches Engagement widerspiegeln. „Basierend auf einer Idee komponiert sie ein Stillleben, beispielsweise beziehen sich eine Flasche Milch, Brot, ein Apfel und ein verbeulter Emaillebecher auf die kargen Mahlzeiten, die Arbeiter zur Mittagszeit zu sich nahmen. Das Gleiche gilt auch für ihre Porträts: Mit großer Reinheit gelingt es ihr, die Essenz des Gegenübers einzufangen.“
Sie schuf Gemälde mit „einer leuchtenden Verwendung von Farben und starken ikonografischen Untertönen. Ihre Porträts zeugen von der ethnischen und kulturellen Vielfalt in den Niederlanden. In ihren ‚Blumenporträts‘ spielt die Farbsymbolik eine klare, politisch aufgeladene Rolle.“
Riek De Raats Arbeiten befinden sich unter anderem in den Sammlungen des Amsterdam Museums und des Museum De Lakenhal. Seit Februar 2022 ist ein Großteil ihres Œuvres aus Gemälden, Pastellen und Skizzen durch eine Schenkung ihrer Erben im Besitz des niederländischen Staates.
Ausstellungen (Auswahl):
- 2016: Made in Amsterdam 100 jaar in 100 kunstwerken. Amsterdam Museum[6]
- 2015: 70 jaar werk van Riek Milikowski - de Raat, gekleurd door oorlog en verzet - De Friese connectie. Museum Dokkum, Dokkum[7]
- 2006: De kleur van de realiteit. Retrospektive Ausstellung, Museum Henriette Polak, Zutphen[8]
- 2022/23: More & More. Realism from 1900 to the present. Museum MORE. Museum für Kunst des Modernen Realismus, Lochem[9]